# Энгано (остров)
Энгано (индон. Enggano) — остров в Индийском океане, около юго-западного побережья острова Суматра. Принадлежит Индонезии.

## География
Площадь 443 км². Расположен приблизительно в 125 км к юго-западу от берега Суматры, длина с востока на запад — 35 км, с севера на юг — 16 км. Высота до 281 м. Местность холмистая, покрыта лесами. Климат жаркий и влажный.
На острове обитает эндемичный вид сов - совка Энггано (Otus enganensis Riley, 1927).

## Население
Входит в состав провинции Бенгукулу. Крупнейший город — Каяапу. Население 1635 человек (1994), преимущественно энгганцы.

## Экономика
Сельское хозяйство (плантации кокосов), производство древесины и копры.